# Комсомолец (экскаватор)
Комсомолец — советский гусеничный экскаватор.
Представляет собой универсальный неполноповоротный гусеничный экскаватор. Экскаватор «Комсомолец» предназначен для производства работ в легких и средних грунтах. Применялся для выполнения небольших землеройных или погрузочных работ.
В первой половине 30-х гг. на московском заводе «Машиностроитель» начался серийный выпуск данного экскаватора который не прекращался по 1940 год. В процессе модернизации получил индекс МI-ДВ-0,35. Данные машины относятся к одним из первых отечественных моделей экскаваторов малой мощности. Комсомолец получил самое широкое распространение в народном хозяйстве в предвоенные годы.
Экскаватор имеет гусеничный ход многоопорного типа. Угол поворота ковша Комсомольца — 270°. Тяговое усилие к рабочим органам передаётся посредством тросов. Проектная производительность — до 60 м³/час, с ковшом емкостью 0,35 м³; вес экскаваторов: 12,0 т — «Комсомолец» и 13,4 т — МI-ДВ-0,35. В качестве силовой установки использован трактор СТЗ-15/30 или ХТЗ, скорости передвижения: три вперёд (1,3, 1, 6 и 2,9 км/ч) и одну назад (1,6 км/ч).